# Dedulești (okręg Ardżesz)
Dedulești – wieś w Rumunii, w okręgu Ardżesz, w gminie Morărești. W 2011 roku liczyła 434 mieszkańców.